# Троє наречених
«Троє наречених» — радянський короткометражний художній комедійний фільм, знятий кіностудією «Грузія-фільм» у 1978 році. Третя новела з циклу короткометражних фільмів Резо Габріадзе про веселі пригоди трьох дорожніх майстрів (дивись «Парі»). Випускався на VHS виданням «Майстер Тейп» в серії «Короткометражних фільмів Резо Габріадзе».

## Сюжет
Бесо і Гігла працюють удвох і згадують, як вони ловили метеликів. Старенька, що проходить повз, вручає їм повідомлення від Абессалома, який надіслав їм фотографії жінок і лист, де він повідомляє про те, що вирішив одружитися з однією з дочок пасічника з далекого селища і що у неї є ще дві неодружені сестри. Теж вирішивши побудувати своє сімейне життя, друзі купують по вулику з бджолами і пускаються в дорогу на електричці. У поїзді у одного з вуликів відкривається засувка, бджоли розлітаються по вагону і влаштовують переполох. Розсерджений провідник висаджує Гіглу і Бесо разом з вуликами з електрички. Зійшовши з поїзда, Бесо вирушає в сусіднє село і краде панчохи, які він і Гігла надягають на обличчя, щоб їх не покусали бджоли. У лісі вони наштовхуються на мисливців, які приймають їх за бандитів і починають стріляти в них. Насилу діставшись до високогірного села, вони зустрічають Абессалома, що плаче і повідомляє, що поки Бесо і Гігла йшли до нього, дочки пасічника вже встигли одружитися з іншими. Йдучи назад, друзі бачать машини, що проїжджають поряд, де сидять дочки пасічника і їхні чоловіки.

## У ролях
- Кахі Кавсадзе — Бесо (Віссаріон), головний герой
- Баадур Цуладзе — Гігла, головний герой
- Гіві Берікашвілі — Авесалом, головний герой
- Абессалом Лорія — епізод

## Знімальна група
- Режисер — Резо Чархалашвілі
- Сценарист — Реваз Габріадзе
- Оператор — Олександр Суламанідзе
- Композитор — Нугзар Вацадзе
- Художник — Шота Гоголашвілі